# Liste der Naturschutzgebiete in Botswana

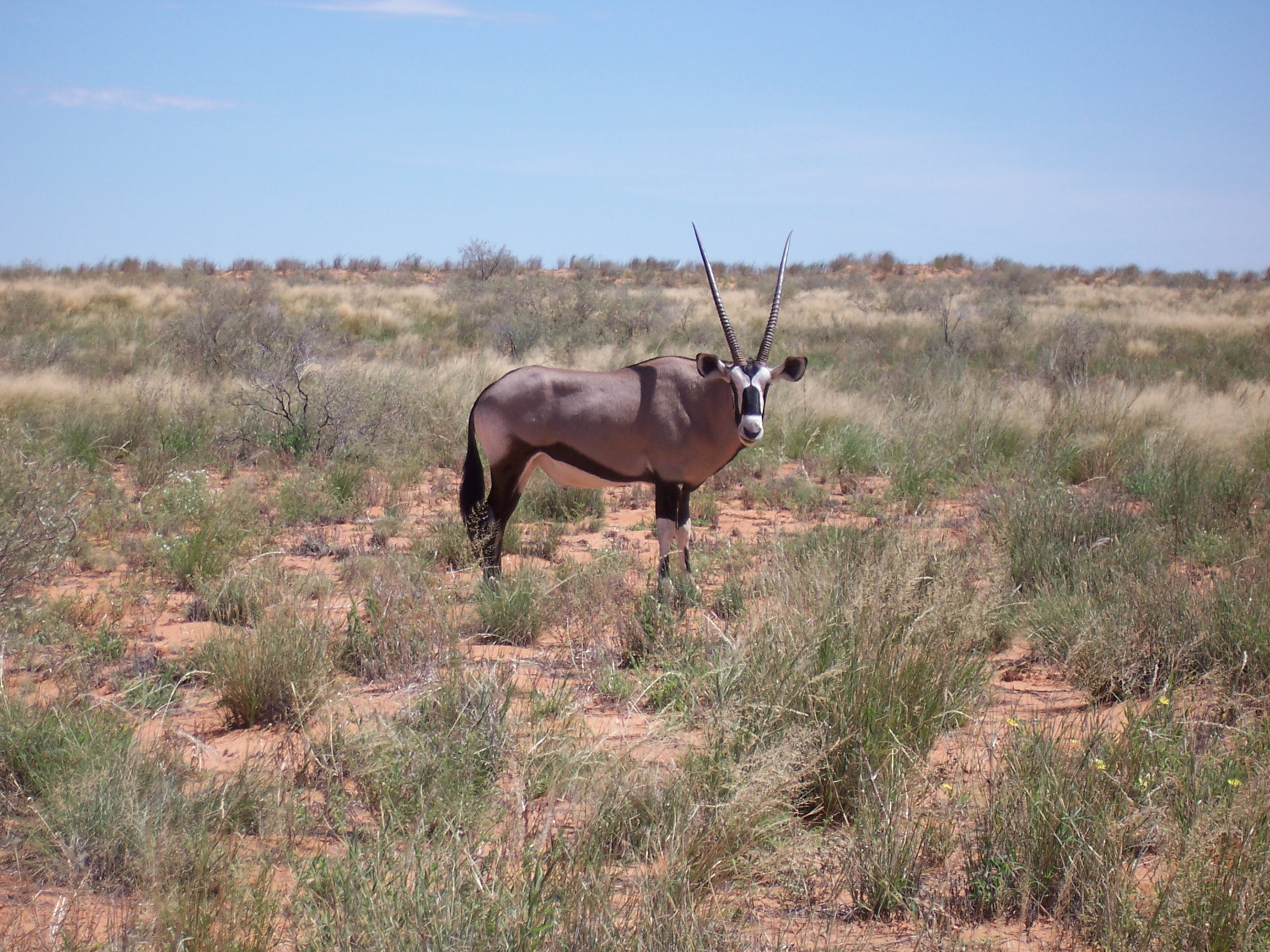
Ein Spießbock im Kgalagadi-Transfrontier-Nationalpark

Die Naturschutzgebiete in Botswana lassen sich in folgende Schutzkategorien unterteilen:
- Nationalparks
- Jagdreservate (Game Reserves)
- Wildreservate (Wildlife Reserves)

## Nationalparks
Die Nationalparks in Botswana wurden eingerichtet, um die noch unberührte Natur von Botswana zu schützen. Die Besiedlung, Nutzung und Veränderung durch den Menschen sind hier verboten. 
- Chobe-Nationalpark
- Gemsbok-Nationalpark, Teil des Kgalagadi-Transfrontier-Nationalparks
- Makgadikgadi-Pans-Nationalpark
- Nxai-Pan-Nationalpark

## Jagdreservate und Wildreservate
Bei den Jagdreservaten steht ebenfalls der Schutz der Pflanzen- und Tierwelt im Vordergrund. Jedoch ist hier die menschliche Nutzung (beispielsweise Jagen) erlaubt.
- Central Kalahari Game Reserve
- Khutse Game Reserve
- Mokolodi Nature Reserve
- Manyelanong Game Reserve
- Gaborone Game Reserve
- Maun Game Reserve

Das Moremi-Wildreservat besitzt als Wildreservat einen Sonderstatus unter den Jagdreservaten.

## Andere Schutzgebiete
- Khama Rhino Sanctuary
- Nata Bird Sanctuary
- Mokolodi Nature Reserve